# Tir als Jocs Olímpics d'estiu de 1912 - Fossa olímpica per equips
La competició de fossa olímpica per equips va ser una de les divuit proves de programa de Tir dels Jocs Olímpics d'Estocolm de 1912. Es disputà entre el 29 de juny il'1 de juliol de 1912 i hi van prendre part 36 tiradors procedents de 6 nacions diferents.
En cada equip hi prenien part sis tiradors. Es disputaren tres rondes. En la primera cada tirador havia de disparar a 20 aus d'argila, 30 en la segona i 50 en la tercera. A la fi de cada ronda hi havia diverses eliminacions.

## Medallistes
| Or | Plata | Bronze |
| Estats UnitsCharles Billings · Edward Gleason · James Graham · Frank Hall · John Hendrickson · Ralph Spotts | Regne UnitJohn Butt · William Grosvenor · Harold Humby · Alexander Maunder · Charles Palmer · George Whitaker | Imperi AlemanyAlfred Goeldel · Horst Goeldel · Erland Koch · Albert Preuß · Erich Graf von Bernstorff · Franz von Zedlitz |

## Resultats
| Pos. | Nació        | Tirador                    | Punts   | Punts   | Punts   | Punts      | Punts | Punts |
| Pos. | Nació        | Tirador                    | Sèrie 1 | Sèrie 2 | Sèrie 3 | Total ind. | Total |       |
| ---- | ------------ | -------------------------- | ------- | ------- | ------- | ---------- | ----- | ----- |
| 1    | Estats Units | Jim Graham                 | 16      | 30      | 48      | 94         | 532   |       |
| 1    | Estats Units | Charles Billings           | 20      | 29      | 44      | 93         | 532   |       |
| 1    | Estats Units | Ralph Spotts               | 18      | 28      | 44      | 90         | 532   |       |
| 1    | Estats Units | John Hendrickson           | 18      | 26      | 45      | 89         | 532   |       |
| 1    | Estats Units | Frank Hall                 | 18      | 25      | 43      | 86         | 532   |       |
| 1    | Estats Units | Edward Gleason             | 18      | 23      | 39      | 80         | 532   |       |
| 2    | Regne Unit   | Harold Humby               | 19      | 26      | 46      | 91         | 511   |       |
| 2    | Regne Unit   | William Grosvenor          | 17      | 29      | 43      | 89         | 511   |       |
| 2    | Regne Unit   | Alexander Maunder          | 18      | 27      | 44      | 89         | 511   |       |
| 2    | Regne Unit   | George Whitaker            | 17      | 27      | 40      | 84         | 511   |       |
| 2    | Regne Unit   | John Butt                  | 16      | 24      | 39      | 79         | 511   |       |
| 2    | Regne Unit   | Charles Palmer             | 17      | 27      | 35      | 79         | 511   |       |
| 3    | Alemanya     | Franz von Zedlitz          | 19      | 28      | 44      | 91         | 510   |       |
| 3    | Alemanya     | Horst Goeldel              | 18      | 27      | 43      | 88         | 510   |       |
| 3    | Alemanya     | Erich Graf von Bernstorff  | 18      | 24      | 45      | 87         | 510   |       |
| 3    | Alemanya     | Erland Koch                | 17      | 26      | 39      | 82         | 510   |       |
| 3    | Alemanya     | Albert Preuß               | 18      | 25      | 38      | 81         | 510   |       |
| 3    | Alemanya     | Alfred Goeldel             | 17      | 26      | 38      | 81         | 510   |       |
| 4    | Suècia       | Åke Lundeberg              | 19      | 29      |         | 48         | 243   |       |
| 4    | Suècia       | Alfred Swahn               | 18      | 27      |         | 45         | 243   |       |
| 4    | Suècia       | Johan Ekman                | 16      | 25      |         | 41         | 243   |       |
| 4    | Suècia       | Victor Wallenberg          | 15      | 25      |         | 40         | 243   |       |
| 4    | Suècia       | Hjalmar Frisell            | 13      | 25      |         | 38         | 243   |       |
| 4    | Suècia       | Carl Wollert               | 14      | 17      |         | 31         | 243   |       |
| 5    | Finlàndia    | Edvard Bacher              | 17      | 27      |         | 44         | 233   |       |
| 5    | Finlàndia    | Robert Huber               | 18      | 25      |         | 43         | 233   |       |
| 5    | Finlàndia    | Adolf Schnitt              | 18      | 23      |         | 41         | 233   |       |
| 5    | Finlàndia    | Emil Collan                | 16      | 21      |         | 37         | 233   |       |
| 5    | Finlàndia    | Karl Fazer                 | 15      | 21      |         | 36         | 233   |       |
| 5    | Finlàndia    | Axel Fredrik Londen        | 11      | 21      |         | 32         | 233   |       |
| 6    | França       | André Fleury               | 16      |         |         | 16         | 90    |       |
| 6    | França       | Henri de Castex            | 15      |         |         | 15         | 90    |       |
| 6    | França       | Georges de Créqui-Montfort | 15      |         |         | 15         | 90    |       |
| 6    | França       | Charles de Jaubert         | 15      |         |         | 15         | 90    |       |
| 6    | França       | René Texier                | 15      |         |         | 15         | 90    |       |
| 6    | França       | Édouard Creuzé de Lesser   | 14      |         |         | 14         | 90    |       |